# Cal Saladero
Cal Saladero és una obra de l'Espluga Calba (Garrigues) inclosa a l'Inventari del Patrimoni Arquitectònic de Catalunya.

## Descripció
És un edifici de pedra de planta baixa i dos pisos amb teulada a una vessant. Al segle xx se li va adossar en un costat, davant de la porta principal, una porxada aguantada per una columna reutilitzada d'un monument antic; a sobre d'aquest porxo s'ha edificat tres plantes més (fent un total de quatre pisos) i al nivell del tercer pis aquest cos es redueix a la meitat i es fa un terrat amb una balustrada. Sota el porxo el sostre és d'embigat de fusta. A la portada hi ha un escut datat el 1553 amb un dibuix d'una ferradura, possiblement relacionada amb l'ofici del primer propietari.

## Història
Aquesta casa era coneguda anteriorment com a Cal Xon; el nom de Saladero prové d'una dita popular que deia el pare de l'actual propietari, cavaler de cal Maleu.